# Нововасильевка (Оренбургская область)
Нововасильевка — село  в Тюльганском районе Оренбургской области в составе Тюльганского поссовета. 

## География
Примыкает с запада к районному центру поселку  Тюльган.

## История
Основано село в начале XIX века переселенцами из Уманского уезда Киевской губернии. В советское время работали колхозы «Малорос» и им. Чапаева, совхоз «Тюльганский».

## Население
Население составляло 634 человека в 2002 году (русские 70%), 554 по переписи 2010 года.